# Freshwater Pro
La Freshwater Pro è una competizione di surf indetta dalla World Surf League (WSL) e facente parte del WSL Championship Tour sia maschile che femminile. La gara si svolge annualmente, solitamente per una settimana tra maggio e ottobre, a partire dal 2018, anno in cui è nata con il nome di Surf Ranch Pro, e si tiene presso il Surf Ranch di Kelly Slater, nella cittadina di Lemoore, in California. Quest'ultimo altro non è che una piscina artificiale lunga 700 m e larga 150, originariamente nata come lago artificiale per gli allenamente di sci nautico, dove, grazie ad un complesso sistema di lamine di metallo, è possibile creare onde sia sinistre che destre e di notevole altezza. La Freshwater Pro è dunque la prima competizione di sempre del campionato della WSL ad essere disputata in un impianto artificiale.

## Albo dei vincitori della gara maschile
| Anno           | Vincitore      | Nazione        | Punteggio      | Secondo classificato | Nazione        | Punteggio      | Montepremi     |
| Surf Ranch Pro | Surf Ranch Pro | Surf Ranch Pro | Surf Ranch Pro | Surf Ranch Pro       | Surf Ranch Pro | Surf Ranch Pro | Surf Ranch Pro |
| -------------- | -------------- | -------------- | -------------- | -------------------- | -------------- | -------------- | -------------- |
| 2019           | Gabriel Medina | Brasile        | 18,86          | Filipe Toledo        | Brasile        | 17,33          |                |
| 2018           | Gabriel Medina | Brasile        | 17,86          | Filipe Toledo        | Brasile        | 17,03          |                |

## Albo delle vincitrici della gara femminile
| Anno           | Vincitore      | Nazione        | Punteggio      | Secondo classificato | Nazione        | Punteggio      | Montepremi     |
| Surf Ranch Pro | Surf Ranch Pro | Surf Ranch Pro | Surf Ranch Pro | Surf Ranch Pro       | Surf Ranch Pro | Surf Ranch Pro | Surf Ranch Pro |
| -------------- | -------------- | -------------- | -------------- | -------------------- | -------------- | -------------- | -------------- |
| 2019           | Lakey Peterson | Stati Uniti    | 18,03          | Johanne Defay        | Francia        | 17,60          |                |
| 2018           | Carissa Moore  | Hawaii         | 17,80          | Stephanie Gilmore    | Australia      | 16,70          |                |